# David Luchino Visconti
El David Luchino Visconti és un premi de cinema italià atorgat anualment per l'Acadèmia del Cinema Italià com a part dels premis David di Donatello. Aquest guardó rep aquest nom en homenatge al director italià Luchino Visconti. Es va concedir des del 1976, data de la mort de Visconti, fins al 1995. Es premia la carrera i el treball d'una personalitat cinematogràfica, sense cap criteri de nacionalitat.

## Guanyadors
- 1976: Michelangelo Antonioni
- 1977: Robert Bresson
- 1978: Andrzej Wajda
- 1979: Rainer Werner Fassbinder
- 1980: Andrei Tarkovski
- 1981: François Truffaut, pel conjunt de la seva tasca com a director de cinema i crític.
- 1982: Cesare Zavattini
- 1983: Orson Welles
- 1984: Federico Fellini
- 1985: Rouben Mamoulian i István Szabó
- 1986: Ingmar Bergman, Suso Cecchi D'Amico i Giuseppe Rotunno
- 1987: Alain Resnais
- 1988: Stanley Kubrick
- 1989: Paolo i Vittorio Taviani
- 1990: Éric Rohmer
- 1991: Marcel Carné
- 1992: Ermanno Olmi
- 1993: Edgar Reitz
- 1994: Manoel de Oliveira
- 1995: Pupi Avati per la seva intel·ligència narrativa que li permet una variació sensible i constant sobre els temes de l'existència i el malestar, amb enfocaments estilístics molt personals fins i tot dins d'un cinema de recerca pensat com a laboratori d'idees i professionalitat.